# Wolfgang Altgeld
Wolfgang Altgeld (* 8. Februar 1951 in Homberg; † 27. September 2024) war ein deutscher Neuzeithistoriker und bis 2016 Hochschullehrer an der Universität Würzburg.

## Leben
Nach dem Abitur begann er 1970 ein Studium der Geschichte, Politischen Wissenschaften und Pädagogik an der Universität zu Köln und wurde dort 1976 wissenschaftliche Hilfskraft. 1979 wurde er Wissenschaftlicher Mitarbeiter am Lehrstuhl für Neuere Geschichte der Universität Passau, den Rudolf Lill von 1979 bis 1983 innehatte. Nachdem er 1982 seine Promotion über das Italienbild der Deutschen zwischen Aufklärung und Deutsche Revolution 1848/1849 abgeschlossen hatte, wurde er 1984 Hochschulassistent am Institut für Geschichte der Universität Karlsruhe.
Nach seiner Habilitation zum Thema religiös begründete Gegensätze und nationalreligiöse Ideen in der Geschichte des deutschen Nationalismus, die er 1990 abschloss, wurde er 1991 Lehrbeauftragter für Neuere Geschichte an der Universität Karlsruhe, ehe ihm 1992 eine C3-Professur an der Julius-Maximilians-Universität Würzburg übertragen wurde. 1996 nahm er den Ruf auf eine C3-Professur an der Johannes Gutenberg-Universität Mainz an und war daneben zeitweise kommissarischer Leiter des Instituts für Geschichte an der Universität Karlsruhe.
Ab dem 1. Mai 2000 war Wolfgang Altgeld als Nachfolger von Harm-Hinrich Brandt Professor und Inhaber des Lehrstuhls für Neueste Geschichte an der Julius-Maximilians-Universität Würzburg. Als solcher beschäftigte er sich neben der Entwicklung des Nationalismus im deutschen Sprachraum vom 18. bis ins 20. Jahrhundert, der Geschichte des deutschen Widerstands von 1933 bis 1945, der Geschichte des Christentums auch mit der Geschichte Italiens. Er wurde 2013 emeritiert, lehrte aber bis 2016. Sein Nachfolger auf dem Lehrstuhl wurde der Medienhistoriker Peter Hoeres.

## Mitgliedschaften
- Wolfgang Altgeld war Mitglied im Netzwerk Wissenschaftsfreiheit.[2]

## Veröffentlichungen (Auswahl)
- Rudolf Lill (Hrsg.): Machtverfall und Machtergreifung. Aufstieg und Herrschaft des Nationalsozialismus (= Zur Diskussion gestellt. Bd. 21, ISSN 0722-4435). Bayerische Landeszentrale für Politische Bildungsarbeit, München 1983.
- Das politische Italienbild der Deutschen zwischen Aufklärung und Revolutionen von 1848 (= Bibliothek des Deutschen Historischen Instituts in Rom. Bd. 59). Niemeyer, Tübingen 1984, ISBN 3-484-82059-4 (zugleich: Passau, Univ., Diss., 1981/82).
- Katholizismus, Protestantismus, Judentum. Über religiös begründete Gegensätze und nationalreligiöse Ideen in der Geschichte des deutschen Nationalismus (= Veröffentlichungen der Kommission für Zeitgeschichte. Reihe B: Forschungen. Bd. 59). Matthias-Grünewald-Verlag, Mainz 1992, ISBN 3-7867-1665-X (zugleich: Karlsruhe, Univ., Habil.-Schr., 1990).
- als Herausgeber mit Michael Kißener und Harm-Hinrich Brandt: Widerstand in Europa. Zeitgeschichtliche Erinnerungen und Studien (= Karlsruher Beiträge zur Geschichte des Nationalsozialismus. Bd. 1). UVK Universitäts-Verlag,  Konstanz 1995, ISBN 3-89669-850-8.
- als Herausgeber mit Michael Kißener und Joachim Scholtyseck: Menschen, Ideen, Ereignisse in der Mitte Europas. Festschrift für Rudolf Lill zum 65. Geburtstag. UVK Universitäts-Verlag, Konstanz 1999, ISBN 3-87940-683-9.
- als Herausgeber: Quellen zu den deutsch-italienischen Beziehungen. 1861–1963 (= Quellen zu den Beziehungen Deutschlands zu seinen Nachbarn im 19. und 20. Jahrhundert. Bd. 11). Wissenschaftliche Buchgesellschaft, Darmstadt 2004, ISBN 3-534-14156-3.
- mit Rudolf Lill: Kleine italienische Geschichte (= Bundeszentrale für Politische Bildung. Schriftenreihe. Bd. 530). Bundeszentrale für Politische Bildung, Bonn 2005, ISBN 3-89331-655-8.
- als Herausgeber mit Matthias Stickler: „Italien am Main“. Großherzog Ferdinand III. der Toskana als Kurfürst und Großherzog von Würzburg (= Historische Studien der Universität Würzburg. Bd. 7). VML Leidorf, Rahden/Westfalen 2007, ISBN 978-3-89646-839-0.
- Josef Stangl 1907–1979. Bischof von Würzburg. Lebensstationen in Dokumenten. Echter-Verlag, Würzburg 2007, ISBN 978-3-429-02905-0.